# Fakfakgebirge
Das Fakfakgebirge (indonesisch Pegunungan Fakfak) ist eine Bergkette auf der Bomberai-Halbinsel, im Westen Neuguineas. Es bildet das Rückgrat der Fakfakhalbinsel zwischen der Bucht von Bintuni und der Seramsee. Das Gebirge liegt auf dem Gebiet des indonesischen Regierungsbezirks Fakfak (Provinz Papua Barat).
Zur Fauna des Fakfakgebirges gehören der Schwarzohr-Laubenvogel und Oninia senglaubi, ein Vertreter der Familie der Engmaulfrösche. Es gibt im Fakfakgebirge außerdem eine Population an Paradiesvögeln, die man lange der Langschwanz-Paradigalla zuordnete. Inzwischen geht man davon aus, dass es sich bei der dort vorkommenden Population um eine eigenständige, wissenschaftlich noch nicht beschriebene Art aus der Gattung der Paradigalla handelt.